# Lykkens galocher (Der var engang...)
Lykkens galocher er en tegnefilm i serien Der var engang... (eng. titel The Fairytaler), der blev udsendt i forbindelse med H.C. Andersens 200 års fødselsdag i 2005.
Danske Stemmer:
- H.C. Andersen Henrik Koefoed
- Student knap Jacob Morild
- Betjent Peter Pallesen
- Vægter Kurt Ravn
- Løjtnant Ole Lemmeke
- Gammel fe Ulla Henningsen
- Ung fe Amalie Dollerup
- Erik Dick Kaysø

Øvrige stemmer:
- Niels Ellegaard
- Lasse Lunderskov
- Flemming Quist Møller
- Søren Hauch-Fausbøll
- Søren Madsen
- Tammi Øst

Bagom:
- Instruktør: Jørgen Lerdam
- Original musik af: Gregory Magee
- Hovedforfatter: Gareth Williams
- Manuskriptredaktører: Linda O' Sullivan, Cecilie Olrik
- Oversættelse: Jakob Eriksen
- Lydstudie: Nordisk Film Audio
- Stemmeinstruktør: Steffen Addington
- Animation produceret af: A. Film A/S
- Animationsstudie: Wang Film Production

En co-produktion mellem
Egmont Imagination, A. Film & Magma Film
I samarbejde med:
Super RTL & DR TV